# Волфрамс-Ешенбах
Волфрамс-Ешенбах (њем. Wolframs-Eschenbach) град је у њемачкој савезној држави Баварска. Једно је од 58 општинских средишта округа Ансбах. Према процјени из 2010. у граду је живјело 2.870 становника. Посједује регионалну шифру (AGS) 9571229.

## Географски и демографски подаци
Волфрамс-Ешенбах се налази у савезној држави Баварска у округу Ансбах. Град се налази на надморској висини од 442 метра. Површина општине износи 25,5 km². У самом граду је, према процјени из 2010. године, живјело 2.870 становника. Просјечна густина становништва износи 113 становника/km².